# Lucio Emilio Mamercino Privernas
Lucio Emilio Mamercino Privernas o Privernate, hijo del magister equitum Lucio Emilio Mamercino, fue un distinguido general en las guerras samnitas.

## Carrera política
Fue cónsul por primera vez en el año 341 a. C. con Cayo Plaucio Venón, año en que se limitó a asolar el territorio samnita.
En el año 335 a. C. fue elegido dictador con el propósito de la celebración de los comicios debido a que los cónsules estaban ausentes de Roma.
En 329 a. C. fue cónsul por segunda vez con Cayo Plaucio Deciano. Hubo gran alarma en Roma en este momento, como consecuencia de un informe que aseguraba que los galos se dirigían hacia el sur. En consecuencia, mientras Deciano procedió contra la ciudad volsca Privernum, que seguía prolongando su resistencia, Mamercino empezó a reunir un gran ejército con el fin de oponerse a los galos; pero, como el informe de la incursión gala demostró que era infundada, los cónsules unieron sus fuerzas contra Privernum. La ciudad fue tomada y Mamercino, así como su colega, obtuvo un triunfo en consecuencia. La captura de esta ciudad debe haber sido considerada como un logro muy glorioso, ya que Mamercino recibió el sobrenombre «Privernas».
En 316 a. C. Mamercino fue nuevamente elegido dictador y luchó contra los samnitas con éxito.